# Tejútrendszer

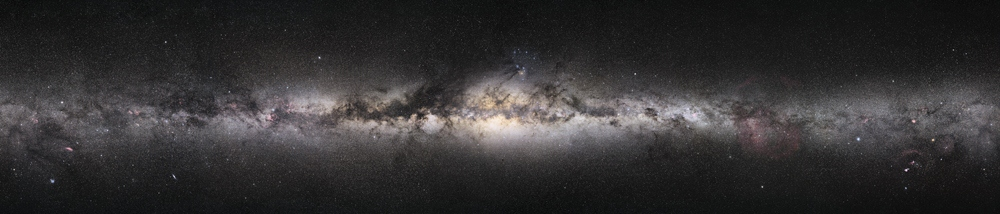
A Tejút panorámaképe a Földről nézve

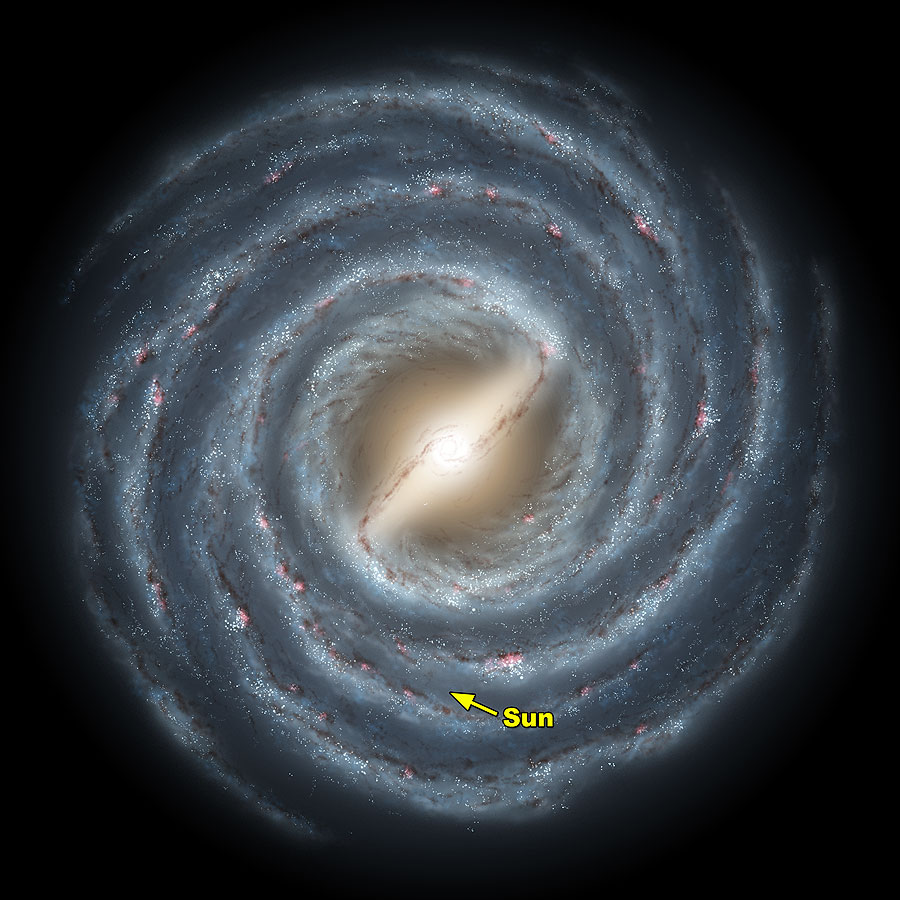
A Tejútrendszer ábrázolása felülnézetben (NASA) a Nap (Sun) helyzetével

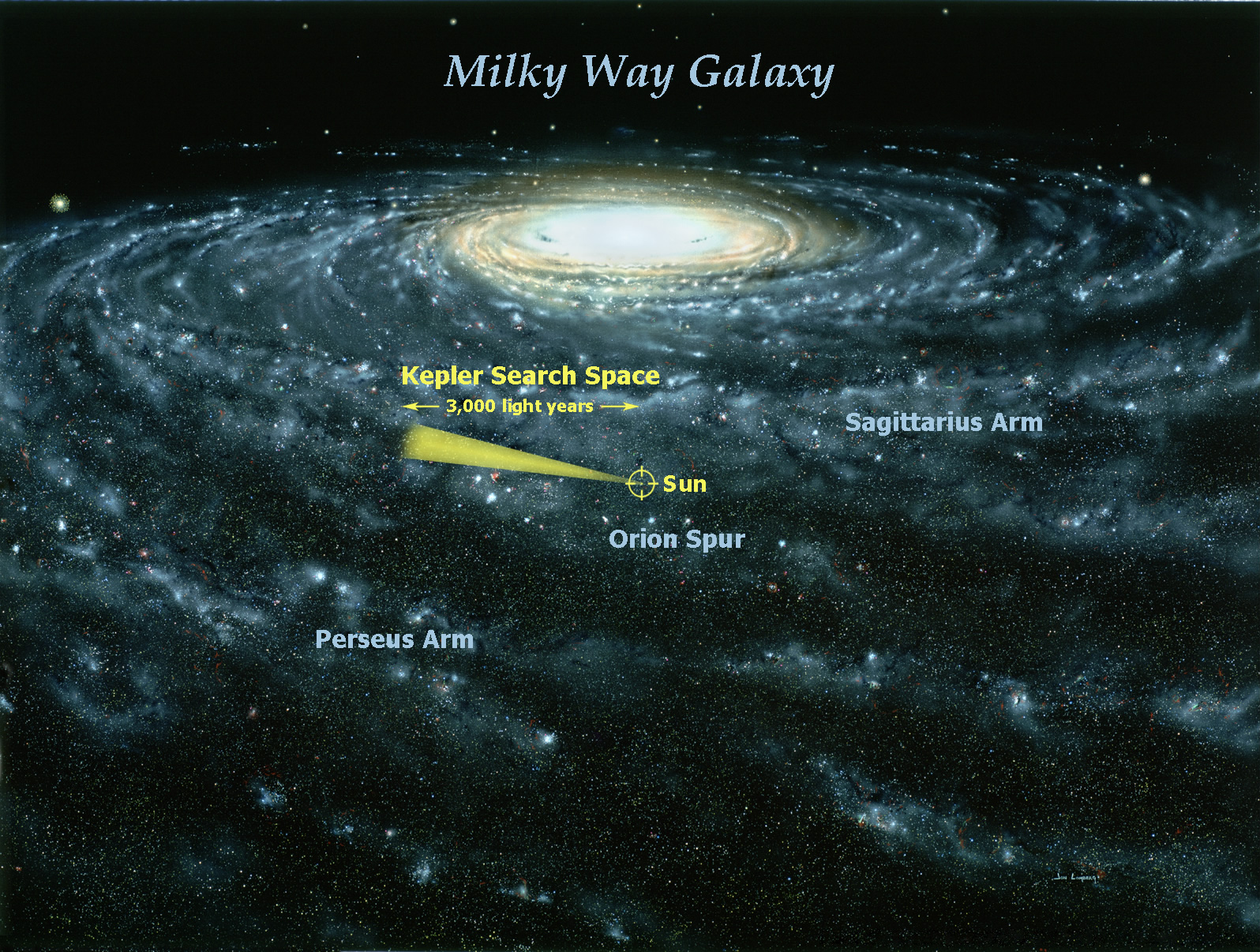
A Nap környezete a Tejútrendszerben

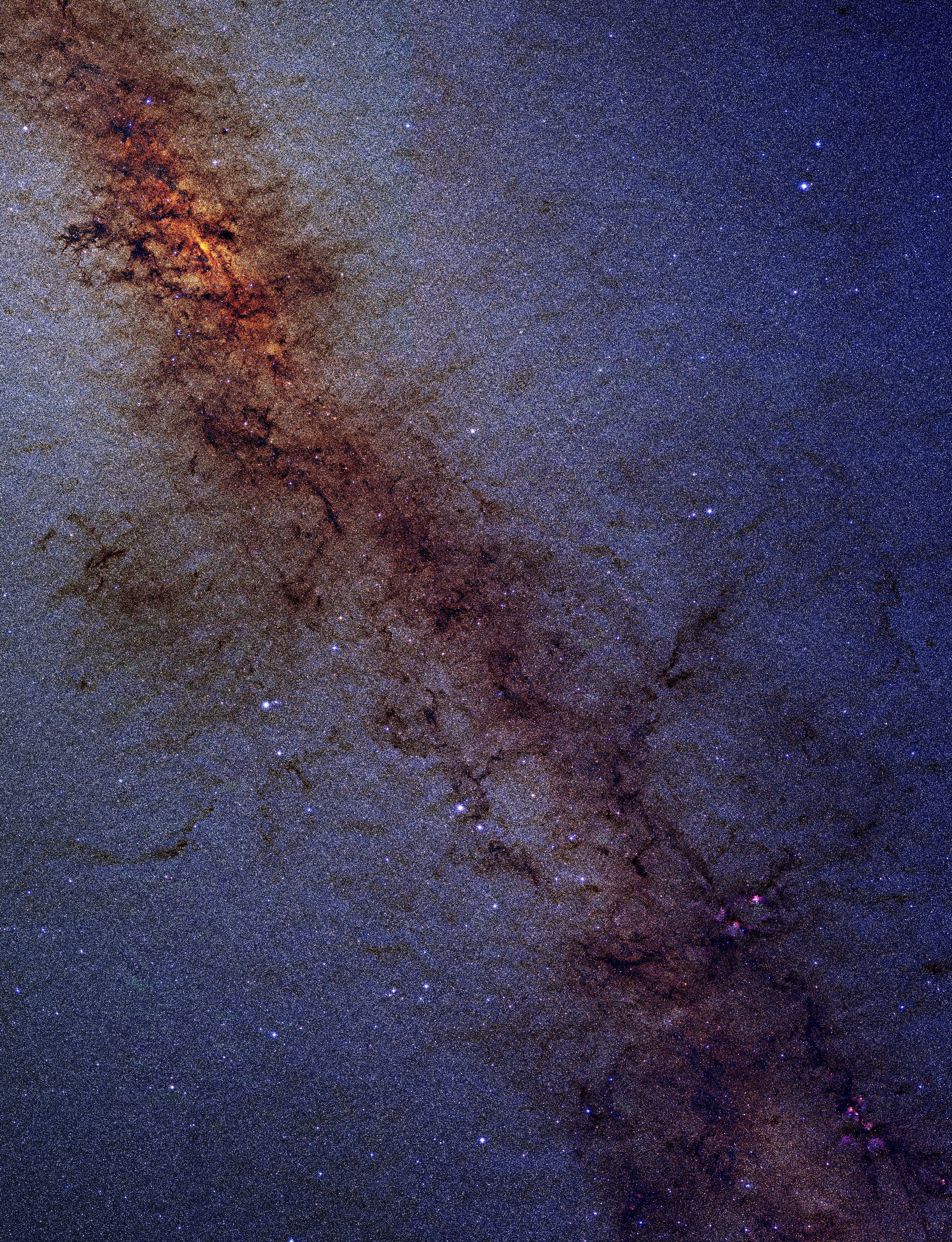
A Tejút a Sagittariusban, a galaxis középpontja felé nézve

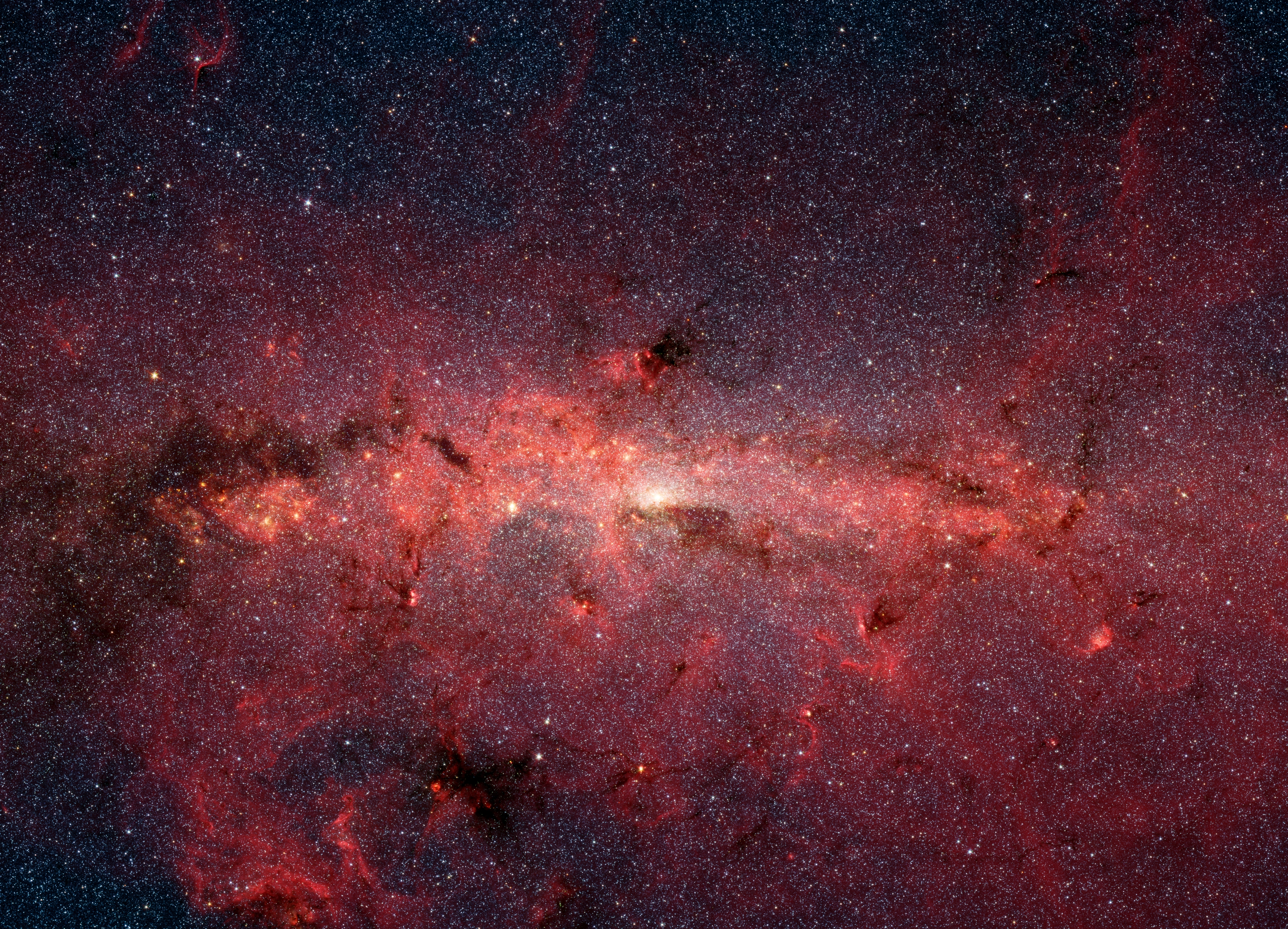
A Tejút képe infravörösben (a Spitzer űrtávcső képe)

A Tejútrendszer a Lokális Csoport egyik (a Hubble-féle galaxisosztályozás szerinti SBb vagy SBc típusú) küllős spirálgalaxisa, melyben a Naprendszer és ezen belül Földünk található. Mai becslések alapján 100-400 milliárd csillag található benne, átmérője 30 kiloparszek (97 800 fényév, azaz 9,5·1017 kilométer), legnagyobb vastagsága 5 kpc (16 300 fényév). A Földről két spirálkarját, az Orion- és Nyilas-kart látjuk. Vizsgálatát megnehezíti, hogy belülről látjuk.
Tudományos becslés szerint a Tejútrendszerben legalább 100 milliárd bolygó található. Továbbá számítások szerint a Tejútrendszerben van 10 milliárd fehér törpe, egy milliárd neutroncsillag, és 100 millió fekete lyuk is.
A Tejútrendszernek a Földről látható része a Tejút. Ez lényegében egy halvány, felhőszerű sáv, amely az egész éjszakai égbolton áthúzódik, és onnan figyelhető jól meg, ahol tiszta a levegő, kicsi a páratartalom és a fényszennyezés. Azért tűnik számunkra sávnak, mert galaxisunk korong alakú, és mi az egyik kar belsejében vagyunk, ezért a korongra merőlegesen kevés csillagot látunk, a korong síkjának irányában sokat.
A csillagok és gázfelhők a galaxisközépponttól vett távolságtól lényegében függetlenül 220 km/s sebességgel keringenek. A távolságfüggetlen rotációs sebesség ellentmond a Kepler-törvényeknek és azt jelzi, hogy a Tejútrendszer tömegének nagy része nem ad le és nem is nyel el elektromágneses sugárzást. Ezt a tömeget "sötét anyagnak" nevezik. A galaktikus rotációs periódus körülbelül 240 millió év a Nap pozíciójánál. Maga a Tejútrendszer körülbelül 600 km/s sebességgel mozog az extragalaktikus inerciarendszerhez képest. A Tejútrendszerben a legöregebb csillagok közel olyan öregek mint maga az Univerzum, feltehetően nem sokkal a kozmológiai sötétkor után keletkeztek az ősrobbanás után.

## A Tejútrendszer szerkezete
A Tejút fényét az azt alkotó csillagok adják. A Tejutat nem csak fényes csillagok alkotják, megfigyelhető anyagának körülbelül 5 tömegszázaléka csillagközi anyag (por és gáz), amely meggátolja a Tejút távolabbi pontjainak megfigyelését, ezért ha felnézünk az éjszakai égre, úgy tűnik, hogy néhány helyen kevesebb a csillag, vagy a Tejút helyenként „szétnyílik”. Ilyen hely például a Daru csillagkép farkánál lévő úgynevezett „Szeneszsák”. A Tejútrendszert alkotó csillagok eloszlásának vizsgálatával a sztellárstatisztika tudományág foglalkozik.

### Központja

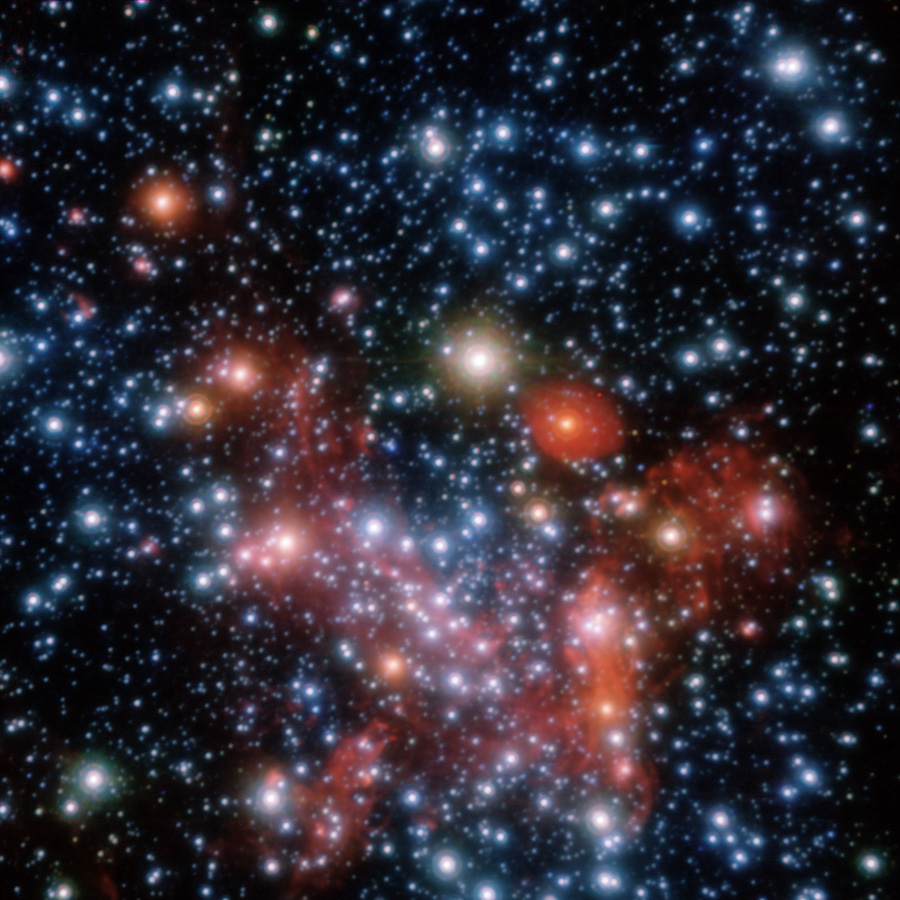
A Tejútrendszer központjának közvetlen közelében keringő nagy tömegű csillagok

A Tejútrendszer középpontja a Sagittarius (Nyilas) csillagkép irányában van, távolsága a Naptól 27 200 ± 520 fényév . A látható fény tartományában nem tudjuk megfigyelni, mivel a galaktikus egyenlítő síkjában lévő csillagközi por- és gázfelhők elnyelik a fényt. Az optikai „látótávolság” a galaktikus rendszer fősíkjában csak mintegy 10 ezer fényév. A középpont közelítőleg egybeesik a Sagittarius A jelű rádióforrással. Galaxisunk központi, nagyon nagy tömegű fekete lyuka a Sagittarius A* (ejtsd: „A” csillag). Közvetlen közelében sok, nagy tömegű csillag kering, melyeket sikerült közeli infravörösben észlelni, és pályájuk megfigyeléséből sikerült a fekete lyuk tömegét meghatározni, mely 4 millió naptömegnek adódott. Egyelőre rejtély, hogy a csillagok hogyan kerültek ilyen közel, ugyanis sok közülük nagyon fiatal, azaz nagy távolság megtételére még nem volt idejük, a fekete lyukhoz közel viszont szinte elképzelhetetlen a csillagkeletkezés.
A galaxismag egy 27 000 fényév hosszú küllő közepén van, a küllő tengelye 44 ± 10 fokos szöget zár be a Napot és a magot összekötő egyenessel. A gázfelhők és a csillagkeletkezés zöme egy gyűrűben koncentrálódik, ami a küllő végén, a magtól mintegy 5 kiloparszekre (15 000 fényévre) van.

### A spirálkarok
Tejútrendszerünknek négy fő spirálkarja van, a Perseus-kar, a Norma- és Cygnus-kar, a Scutum-Crux-kar és Carina- és Sagittarius-kar. Van két kisebb kar is, ezek közül az egyik a Napnak is helyt adó Orion-kar.

### A halo
A többi spirálgalaxishoz hasonlóan, Tejútrendszerünket is egy kifelé folyamatosan ritkuló, csillagokból álló (csillagközi gázt nem tartalmazó), gömbszimmetrikus halo veszi körül. Anyagának 90%-a egy 100 000 fényév sugarú gömbön belül található. A halo részét képezi emellett Tejútrendszerünk mintegy 160 gömbhalmaza. Az őket alkotó csillagok kémiai elemzése alapján jelentős részük (mintegy harmaduk) nem a Tejútrendszerben képződött, hanem az időközben bekebelezett törpegalaxisokban, melyeknek egyéb csillagai sok esetben már szétszóródtak a Tejútrendszerben, gömbhalmazaikat azonban elég erős gravitációjuk összetartotta.

### Kísérőgalaxisok
Tejútrendszerünk körül több apróbb galaxis kering, ezek közül a legismertebb a Kis és a Nagy Magellán-felhő. Mindkettő a Magellán-galaxis maradványa, mely Tejútrendszerünk körül keringve darabokra szakadt.

### A Nap helyzete
Napunk az Orion-kar belső peremén, a Tejútrendszer középpontjától 25 000 ± 1000 fényévre kering. Kifelé a következő spirálkar a Perseus-kar, ennek távolsága mintegy 6000 fényév.
Napunk megközelítőleg ellipszis alakú pályán, körülbelül 1 millió km/h sebességgel kering a galaxis középpontja körül, nagyjából 226 millió évenként megtéve egy fordulatot. Mozgásának iránya megközelítőleg a Vega irányába mutat, a középpont irányával mintegy 60 fokos szöget bezárva. A galaxis fősíkjához képest oszcillál, egyszer a sík egyik („alsó”), majd másik („felső”) oldalán tartózkodva.

## A Tejút a népi kultúrában

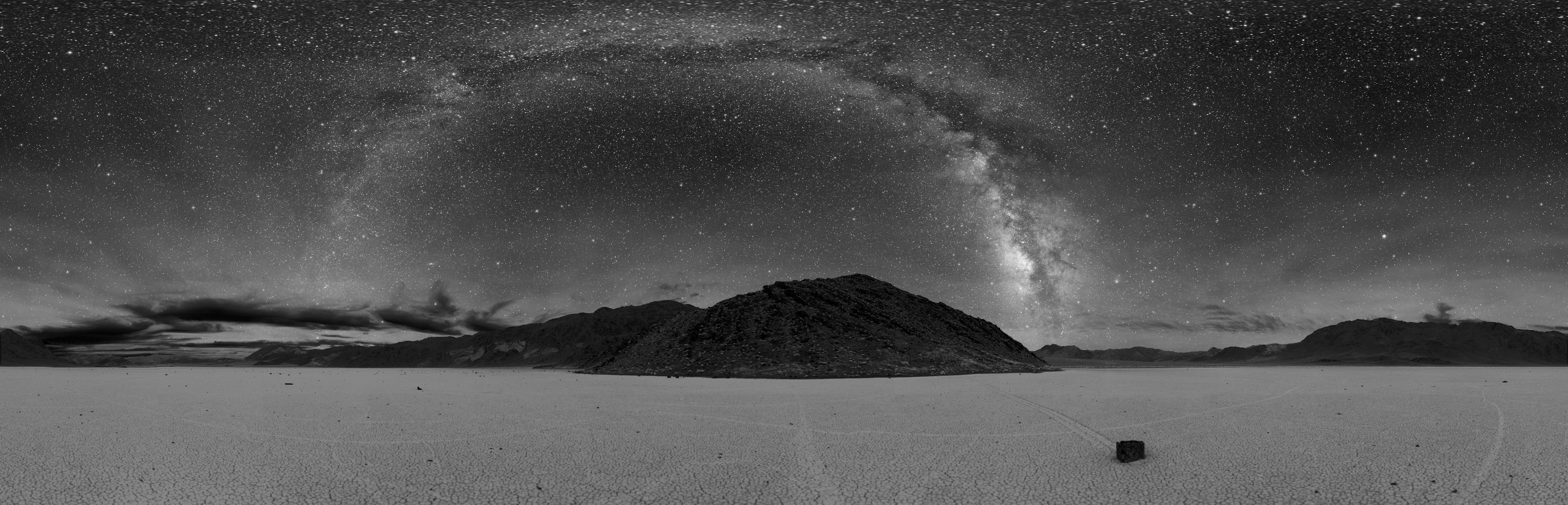
A Tejút körpanorámaképe a Halál Völgye Nemzeti Parkból

A magyar néphagyományban a Tejútnak – mint az égen látható fényes csillagösvénynek –, más nomád népekhez hasonlóan, fontos szerepe volt, hisz az állataikat legeltető, vándorló népeknél a tájékozódást az égbolt ismerete nagyban segítette. A gyakorlati ismereteket – tudomány híján – a mitológia gyűjtötte össze. A Tejút elnevezés a görög mitológiából származik. Egy monda szerint Héraklészt születése után az alvó Héra mellére helyezték, az újszülött így kapott halhatatlanságot az istennőtől. A felébredő Héra olyan hevesen taszította el magától Héraklészt, hogy a teje szertefröccsent az égen. A görög γάλα (gala) szó tejet jelent, a -ξης (kszész) egy főnévképző, ebből ered a galaxis szó.
Az ősi magyar mitológiában a Tejút egyrészt a „Hadak útja”, másrészt a székelyeknél „Csaba királyfi csillagösvénye” vagy röviden „Csaba útja” néven ismert.
A monda szerint ezen a csillagösvényen távozott el a földi világból Csaba királyfi, Attila hun király fia, a székelyek vezére, és tér majd vissza, ha népének segítségre van szüksége. A székely himnusz két sora is ennek a mondának állít emléket: „Vezesd még egyszer, győzelemre néped,/ Csaba királyfi, csillagösvényen!”